# Raúl Fajardo Moreno
Raúl Fajardo Moreno (Medellín, 3 de diciembre de 1929 - Medellín, 31 de julio de 2012) fue un arquitecto colombiano. 

## Biografía
En la década de los 50, fundó su propio gabinete de arquitectura, la Fajardo Moreno Arquitectos. En 1968, junto a Hernando Vélez, Germán Samper y Jorge Manjarrés, diseñó el Centro Coltejer, el edificio más alto y uno de los más emblemáticos de Colombia. También fue presidente de la Sociedad Colombiana de Arquitectura y decano de Arquitectura de la Universidad Pontificia Bolivariana.
Recibió numerosos premios a lo largo de su vida. Uno de ellos el de Gran Maestro de la Arquitectura Antioqueña entregada por la Sociedad Antioqueña de Arquitectos e Ingenieros.
Casado con María Valderrama Tobón, tuvo cinco hijos. Entre ellos el político y gobernador de Antioquia de 2012 a 2016, Sergio Fajardo.

## Obras
- Centro Coltejer

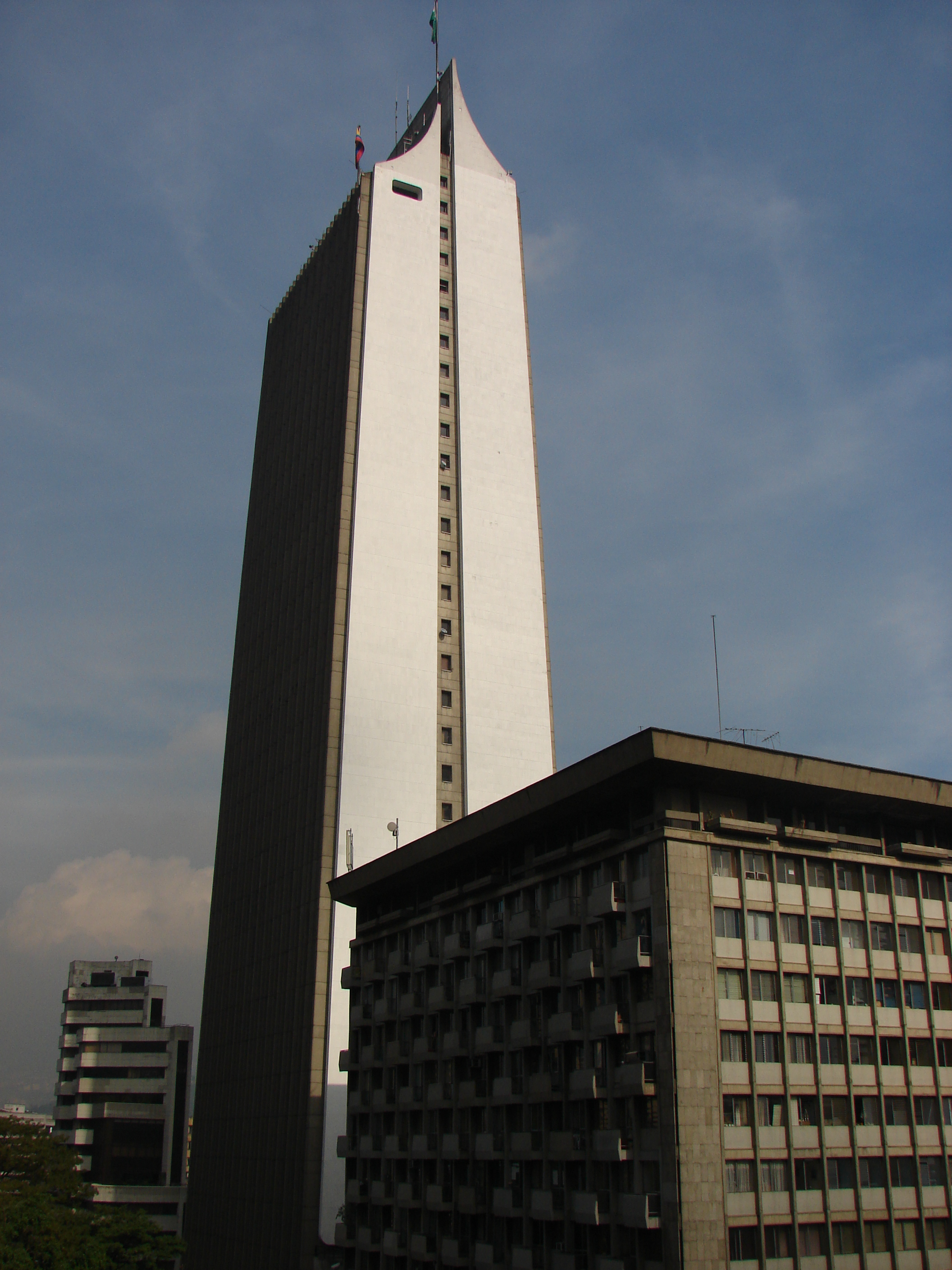
Centro Coltejer diseñado por Moreno.

- Ciudadela de la Universidad de Antioquia
- Suramericana de Seguros
- Coltabaco
- Edificio del Banco Cafetero
- Edificio Vicente Uribe Rendón
- Corfivalle
- Colegio San Ignacio, Medellin
- El Inem de Medellín
- Lyceum de la Universidad de Antioquia
- Plaza Premium